# San Isidro (Oaxaca)
San Isidro Zautla es una localidad perteneciente al municipio de San Andrés Zautla, de la región de Valles Centrales, en el estado de Oaxaca. La localidad está situada aproximadamente a una hora de la capital. La comunidad colinda al norte y este con Reyes; al sur, con Nazareno Etla; al oeste con Soledad Etla.

## Historia
Anteriormente, la comunidad era un rancho el cual se utilizaba para la cría de animales y sobre todo para la siembra de cultivos, aprovechando sus terrenos con abundante agua.
Los primeros pobladores eran, por lo tanto, trabajadores del rancho, posteriormente aproximadamente en 1940 los pobladores deciden comprar los terrenos a los dueños Federico Sada Baigts y Enriqueta Sada de Corres, con lo cual San Isidro se convierte en una localidad, más tarde solicitó integrarse el municipio de San Andrés Zautla, con lo cual obtuvo la categoría de Agencia de Policía.
La mayoría de los terrenos de cultivo se encuentran en el Ejido y están repartidos entre los Ejidatarios de la localidad.

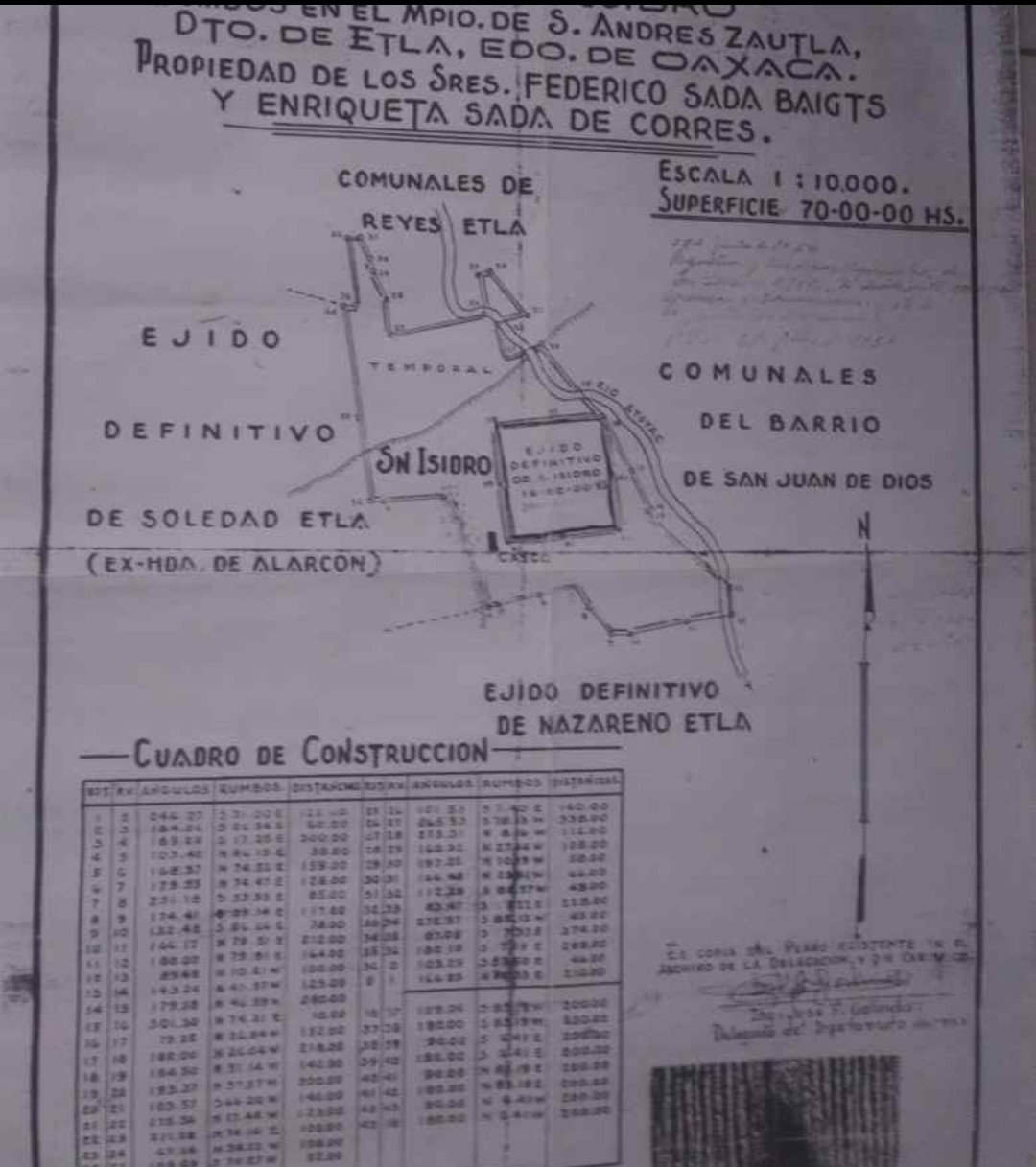
no

## Toponimia
El nombre coloquial es San Isidro, en algunas ocasiones se escribe como San Isidro Zautla, anteriormente cuando era un rancho, no tenía su nombre actual, sin embargo, los trabajadores del rancho solicitaron al dueño que les regalara un santo, el cual se encontraba en la hacienda de San Isidro Catano, fue a partir de aquí donde adquirió su nombre actual, más tarde, cuando la localidad fue reconocida como parte del municipio de San Andrés Zautla su nombre también se comenzó a escribir como San Isidro Zautla.

## Población
La comunidad cuenta con unos 663 habitantes en total, de cuáles 343 son mujeres y 320 hombres.

## Festividades
La festividad más importante de esta comunidad se celebra el día 15 de mayo,ya que en esta fecha se celebra la fiesta en honor a su santo patrón San Isidro Labrador. Ese día se le llevan las mañanitas a la iglesia a su santo a patrón desde las seis de la mañana, después se hace un recorrido por toda la población acompañada con banda y al término de esta se ofrece un tradicional desayuno por parte de la comisión encargada, qué tiene como lugar debajo del jacarandá. El resto del día la banda sigue tocando en la iglesia y sale a dar recorridos por la comunidad. 
El día de la feria se elige de acuerdo al día en que cae 15 de mayo, si es un sábado o domingo se hace el mismo día, si cae entre semana se deja para el domingo más cercano.

## Forma de gobierno
El gobierno se dirige por un agente de policía que se nombra en una asamblea de usos y costumbres.
El periodo en que una persona puede ser agente de policía va de 1 a 3 años dependiendo de lo que se acuerde en la asamblea.

## Infraestructura
La comunidad solo cuenta con la calle principal pavimentada, las demás calles se encuentran en terracería, en cuanto a inmuebles cuenta con una iglesia, agencia de policía, preescolar, primaria, panteón.

## Cultivos
Los campesinos cultivan en sus propios terrenos, diferentes alimentos, como frijol, maíz, alverja, y la más común que es la alfalfa que utilizan para dar de comer a sus animales.

## Fauna
La comunidad campesina cría diferentes animales como caballos, gallinas, vacas, borregos, chivos, burros, ya sea para su propio uso o para la venta y el consumo de estos animales. Los más comunes son los caballos, que se emplean como animales de tiro para acarrear la cosecha.